# 改野耕三

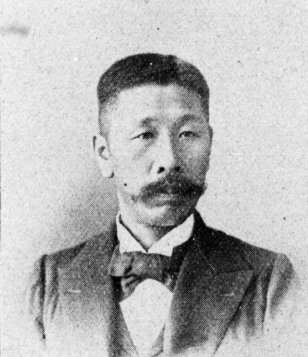
改野耕三

改野 耕三（かいの こうぞう、安政4年3月5日（1857年3月30日） - 昭和3年（1928年）5月19日）は、日本の政治家、実業家。衆議院議員（自由党→憲政党→立憲政友会）、南満洲鉄道株式会社理事を歴任した。

## 経歴
播磨国揖東郡東南村（現在の揖保郡太子町）に、改野重五郎の長男として生まれた。生家は熊本藩の用達を務めながら、農業を営んでいた。1874年（明治7年）に飾磨県小学校掛・東南村戸長に任命され、さらに矢田部村戸長、糸井村戸長、揖東郡村戸長総代を歴任した。1880年（明治13年）に揖東郡書記に転じ、農会議員・学務委員を経て、兵庫県会議員に選出された。
やがて大同団結運動、愛国公党に参加し、自由党再興に貢献した。1890年（明治23年）の第1回衆議院議員総選挙に出馬し、当選。以後、11回の当選を重ねた。その間、1900年（明治33年）から翌年まで農商務省官房長を務めた。また自由党（政友会）の宣伝機関であった『自由通信』の社長を務めている。
1914年（大正3年）、南満洲鉄道株式会社の理事に就任。1919年（大正8年）まで在任した。
その他、網干銀行取締役、日本水産販売株式会社社長なども務めた。

## 家族
- 父・改野重五郎 ‐ 農業
- 長男・改野五郎 ‐ 妻雪子は浜岡光哲の孫[6]